# Asparagus tibeticus
Asparagus tibeticus — вид рослин із родини холодкових (Asparagaceae).

## Біоморфологічна характеристика
Це дводомний напівкущ. Стебла майже прямовисні, 30–60 см, нечітко смугасті; гілки злегка смугасті. Кладодії у пучках по 4–7, злегка вигнуті, 5–10 × ≈ 0.5 мм, злегка сплощені, неправильно-жолобчасті. Листова шпора шипаста; шип дерев'янистий, гострий. Суцвіття розвиваються з кладодіями. Чоловічі квітки: у пучках по 2–4; квітконіжка 3–4 мм, зчленована нижче середини; оцвітина пурпурувато-червона, майже дзвіночкова, ≈ 3.5 мм. Ягода 6–7 мм у діаметрі. Період цвітіння: травень і червень; період плодоношення: липень.

## Середовище проживання
Ендемік Тибету.
Населяє схили пагорбів, річкові рівнини; на висотах від 3800 до 4000 метрів.